# Henning Fonsmark
Henning Berg Fonsmark (1. maj 1926 i Jerne – 23. december 2006) var dansk litteraturhistoriker, forfatter og chefredaktør for kulturtidsskriftet Perspektiv, Berlingske Aftenavis, Weekendavisen, Berlingske Tidende og Dagbladet Børsen.
Han udgav romaner samt adskillige bøger om politik, filosofi og litteratur herunder bl.a. Historien om Den Danske Utopi (1990) og Den Suveræne Dansker (1991), ligesom han i 1971 var chefarkitekten bag omlægningen af Berlingske Aftenavis til Weekendavisen. Efter den succesfulde omlægning kom han til Berlingske Tidende, hvor han også her stod i spidsen for en fornyelsen af dagbladet.
Fonsmark modtog flere priser for sit forfatterskab, bl.a. Den Danske Adam Smith Pris (tildelt af Libertas) og CEPOS-Prisen (tildelt af CEPOS).

## Fonsmark-Prisen
I 2020 etablerede Berlingske den såkaldte Fonsmark-Pris. Prisen er opkaldt efter Henning Fonsmark jf. hans virke som Berlingskes chefredaktør på avisen fra 1976-1982.
Prisen er på 250.000 kr. og tildeles markante stemmer og tænkere, som vurderes til at have bidraget til den borgerlige idédebat. Det er Den Berlingske Fond, der giver tilskud til prisen.